# Cangwu
Cangwu léase Dsang-Wu (en chino, 苍梧县; pinyin, Cāngwú  xiàn) es un condado bajo la administración directa de la Prefectura Wuzhou en la Región autónoma de Guangxi, República Popular China. Su área es de 2781  km² y su población total para 2020 superó los 270 mil habitantes.

## Administración
El condado de Cangwu se divide en 9 pueblos que se administran poblados.